# Bugz
Bugz (5. ledna 1978 Detroit – 21. května 1999 Detroit), vlastním jménem Karnail Pitts, byl americký rapper a člen skupiny D12. Bugz byl zavražděn na pikniku kvůli jedné potyčce, která vznikla se stříkacími pistolemi.

## Smrt
Zavražděn byl 21. května 1999. Poté, co D12 obdržela smlouvu s Shady Records, vyrazila na turné. Před vystoupením v Detroitu byl Bugz na pikniku, kde se dostal do rvačky, která vznikla z nevinného souboje se stříkacími pistolemi. Jeden z účastníků rvačky pak odešel do svého vozu pro skutečnou zbraň a na Bugze několikrát vystřelil. Při útěku z místa činu pak dokonce ještě přejel přes bezvládné tělo svým vozem. Incident byl natočen na video a ten den ho vysílaly televizní stanice ve zprávách.
Členové D12 byli událostí otřeseni. Jedna z posledních věcí, o kterých Bugz mluvil s Proofem byla, jestli by se mohl raper Swift stát členem skupiny. Proof toto přání respektoval a Swift, dlouholetý přítel skupiny, tak doplnil počet členů opět na šest. Bugzově památce je věnována skladba „Good Die Young“ na albu D12 World. Na tomto albu se také objevuje skladba „Bugz '97“, což je dřívější nahrávka Bugze samotného. Všichni členové skupiny si nechali vytetovat Bugzovo jméno. Také Eminemovo druhé úspěšné album, The Marshall Mathers LP, je věnováno Bugzovi. D12 na mixtape Return of the Dozen (2008) věnovala skladbu Mrs Pitts Bugzovi.

## Rodina
Jeho matka se jmenuje Carolyn, jeho nevlastní otec Jimmie, bratr Ken a sestry Nicole a Angie.